# تيودور تشابيرت
تيودور تشابيرت هو عسكري وسياسي فرنسي، ولد في 16 مارس 1758 في فيلفرانش سور سون في فرنسا، وتوفي في 27 أبريل 1845 في غرونوبل في فرنسا. انتخب Member of the Council of Five Hundred ‏.